# Las secretas intenciones
Las secretas intenciones es una telenovela mexicana dirigida por Francisco Franco y producida por Lucy Orozco para la cadena Televisa. Fue transmitida por El Canal de las Estrellas entre el 17 de agosto y el 27 de noviembre de 1992. Fue protagonizada por Helena Rojo, Enrique Rocha, Cristian Castro y Yolanda Andrade, con las participaciones antagónicas de Sylvia Pasquel y David Ostrosky y con las actuaciones estelares de Orlando Carrió, Blanca Sánchez, Juan Carlos Colombo y Mariagna Prats.
Fue retransmitida por el canal de TLNovelas, la primera del 12 de agosto de 2002 al 1 de noviembre de 2002 sustituyendo a Lazos de amor.

## Argumento
Larisa Cardenal es una chica de 21 años, inteligente, sensible y amante de la poesía. Clara es su hermana mayor y la favorita de su madre. Ambas son hijas de Olivia Vega y Carlos Cardenal, un prominente arquitecto.
Miguel Ángel Curiel tiene 19 años, es brillante y simpático, hijo de José Manuel Curiel, un ejecutivo que dirige las empresas de su suegro Óscar Arteaga, y de Carolina Arteaga, mujer frívola e inmadura. Uno de ellos mantiene guardado un antiguo secreto. Miguel Ángel y Larisa viven diversos conflictos familiares que los conducen a una singular clínica dirigida por el bondadoso Dr. Daniel Baguer.
El Dr. Baguer trabaja en su clínica con el Dr. Gilberto Fuentes, un hombre sin escrúpulos que esconde el secreto de sus relaciones ilícitas. Ahí también trabaja Esperanza, una enfermera que oculta un secreto de amor.
Antonieta Alcántara siempre ha vivido al lado de Sagrario, su madre enferma a quien le guarda un profundo rencor. En un viaje, Antonieta conoce a Carlos Cardenal y ambos viven un apasionado idilio. Sin embargo, Carlos decide romper con ella prefiriendo su vida familiar.
Esto enfurece a Antonieta, quien a la muerte de Sagrario se refugia en la clínica donde ya había pasado una temporada para rehabilitarse. Allí descubre que Larisa es hija de Carlos y decide utilizarla como instrumento para vengarse del abandono de Carlos, recurriendo a todos los medios para separarla de Miguel Ángel, revelando así sus "secretas intenciones".

## Elenco
- Helena Rojo - Antonieta Alcántara
- Yolanda Andrade - Larisa Cardenal Vega
- Cristian Castro - Miguel Ángel Curiel Arteaga
- Alejandra Procuna - Clara Cardenal Vega
- Orlando Carrió - Carlos Cardenal
- Sylvia Pasquel - Olivia Vega de Cardenal
- Enrique Rocha - Dr. Daniel Baguer
- Blanca Sánchez - Carolina Arteaga de Curiel
- Claudio Brook - Óscar Arteaga
- Juan Carlos Colombo - José Manuel Curiel
- Laura Almela - Georgina Alcántara
- Rodolfo Arias - Salvador "Chava"
- Felipe Casillas - Néstor
- Juan Ángel Esparza - Guillermo
- Andrés García Jr. - Arturo
- Leonor Llausás - Emma
- David Ostrosky - Dr. Gilberto Fuentes
- Leo Rojo - Gustavo
- Ninón Sevilla - Julieta
- Paloma Woolrich - Margarita
- Mariagna Prats - Esperanza
- Darío T. Pie - Ramón
- José Luis Yaber
- Dora Cordero - Fátima
- Sara López
- Astrid Hadad
- Ricardo Vera
- Anna Ciocchetti - Diana
- José Acosta
- Miguel Serros
- Ricardo Silva - Mauricio
- Mercedes Gironella - Juanita
- Polo Salazar
- Judith Arciniega
- Verónica Langer - Paty
- Alejandra León - Maru
- Consuelo Duval - Conchita
- Maribel Palmer - Gema Ferreiras
- Luz Angeles Hernández - Analí

## Equipo de producción
- Historia original y adaptación de: Alberto Rudich
- Edición literaria: Humberto Robles
- Tema original: Las secretas intenciones
- Autora: Annette Fradera
- Tema de salida: Agua nueva
- Intérprete: Cristian Castro
- Música original: Annette Fradera
- Escenografía: Juan Antonio Sagredo, José Guadalupe Soriano
- Ambientación: Octavio Altamirano, Gabriela Lozano
- Diseño de vestuario: Mercedes González Cueto
- Edición: Jesús Nájera Saro
- Jefes de producción: Juan Nápoles, Aarón Gutiérrez, Enrique Téllez
- Coordinadora de producción: Maricarmen Solá
- Gerente de producción: Juan Manuel Orozco
- Director de cámaras segunda unidad: Jorge Miguel Valdés
- Director de escena segunda unidad: Alfredo Gurrola
- Productora asociada: Maika Bernard
- Director de cámaras: Carlos Sánchez Zúñiga
- Director de escena: Francisco Franco
- Productora: Lucy Orozco

## Premios

### Premios TVyNovelas 1993
| Categoría                  | Nominado(a)     | Resultado |
| -------------------------- | --------------- | --------- |
| Mejor villana              | Helena Rojo     | Nominada  |
| Mejor revelación femenina  | Yolanda Andrade | Ganadora  |
| Mejor revelación masculina | Cristian Castro | Ganador   |

### Premios Eres 1993
| Categoría              | Nominado(a) | Resultado |
| ---------------------- | ----------- | --------- |
| Mejor actriz coestelar | Helena Rojo | Ganadora  |